# Jean-Baptiste Singelée

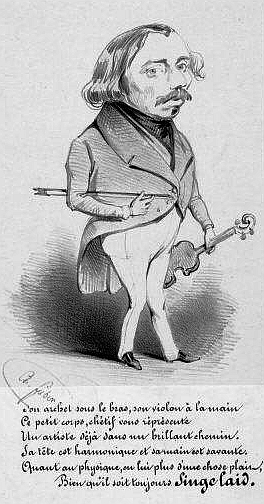
Jean-Baptiste Singelée

Jean-Baptiste Singelée (* 25. September 1812 in Brüssel; † 29. September 1875 in Oostende) war ein belgischer Komponist, Violinist und Dirigent.

## Leben
Jean-Baptiste Singelée war ein Schüler von Nicolas-Lambert Wéry (1789–1867) an der École royale de Musique in Brüssel, 1829 schloss er dort seine Studien mit dem „Premier Prix de violon“ ab. Danach begann er seine Laufbahn als Violinist an der Opéra-Comique in Paris. Singelée kehrte 1839 nach Brüssel zurück und wurde als Sologeiger im Orchester der Monnaie Oper angestellt; dies hinderte ihn nicht daran, außerhalb des Opernhauses solistisch in Erscheinung zu treten. Als Dirigent leitete er die Orchester der königlichen Opern von Gent und Antwerpen sowie von 1869 bis 1872 das Orchester der Monnaie.
Singelée war mit Adolphe Sax befreundet, den er wahrscheinlich von seiner Ausbildungszeit her kannte. So komponierte er zahlreiche Werke für das Saxophon. Während Sax Lehrer am Pariser Konservatorium war, komponierte Singelée für die dortigen Prüfungswettbewerbe dutzende Fantasien, Konzertsoli und Caprices.
Außerdem komponierte er zahlreiche Ballettmusiken, Fantasien für Violine und Klavier über Opernarien, sowie zwei Violinkonzerte.